# Пограничники Южного Уэльса
Пограничники Южного Уэльса (англ. The South Wales Borderers) — один из пехотных полков Британской армии. Основан в 1689 году, до 1881 года назывался 24-й пехотный полк (англ. 24th Regiment of Foot). С 1881 года получил название Пограничники Южного Уэльса. Принимал участие во многих войнах: в американской войне за независимость, в индийских войнах, в англо-зулусской войне, в обеих бурских войнах и обеих мировых войнах. В 1969 году включён в Королевский полк Уэльса. Полк набирался в основном из жителей Южного Уэльса.

## История
Полк первоначально был сформирован в 1689 году под названием Пехотный полк сэра Эдварда Деринга (англ. Sir Edward Dering’s Regiment of Foot), получив название по имени своего полковника, как это было принято в то время. В 1751 году он получил 24-й порядковый номер, став 24-м пехотным полком (англ. 24th Regiment of Foot), поскольку с 1747 года упоминался под порядковым 24-м номером в списках полков. В 1782 он носил имя 24-й (2-й Уорвикширский) пехотный полк (англ. 24th (The 2nd Warwickshire) Regiment of Foot).
В 1741 году во время Войны за ухо Дженкинса полк участвовал в морской экспедиции на Карибы, которая закончилась поражением британцев у Картахены. В 1756 году во время Семилетней войны полк нёс гарнизонную службу на Менорке и сдался французам 28 июня. В 1758 году полк участвовал в морской экспедиции во Францию и был разбит в сражении при Сен-Каст.
В 1776 году полк был направлен в Квебек и участвовал в отражении рейдов американских повстанцев. Он участвовал в походе Джона Бергойна против американских повстанцев, известном как «Саратогская кампания». Полком в этом походе командовал Саймон Фрезер. 17 октября 1777 года полк участвовал в сражении при Саратоге, наступая на правом фланге армии. После капитуляции Бергойна полк попал в плен и оставался там до 1783 года.

## Зулусская война

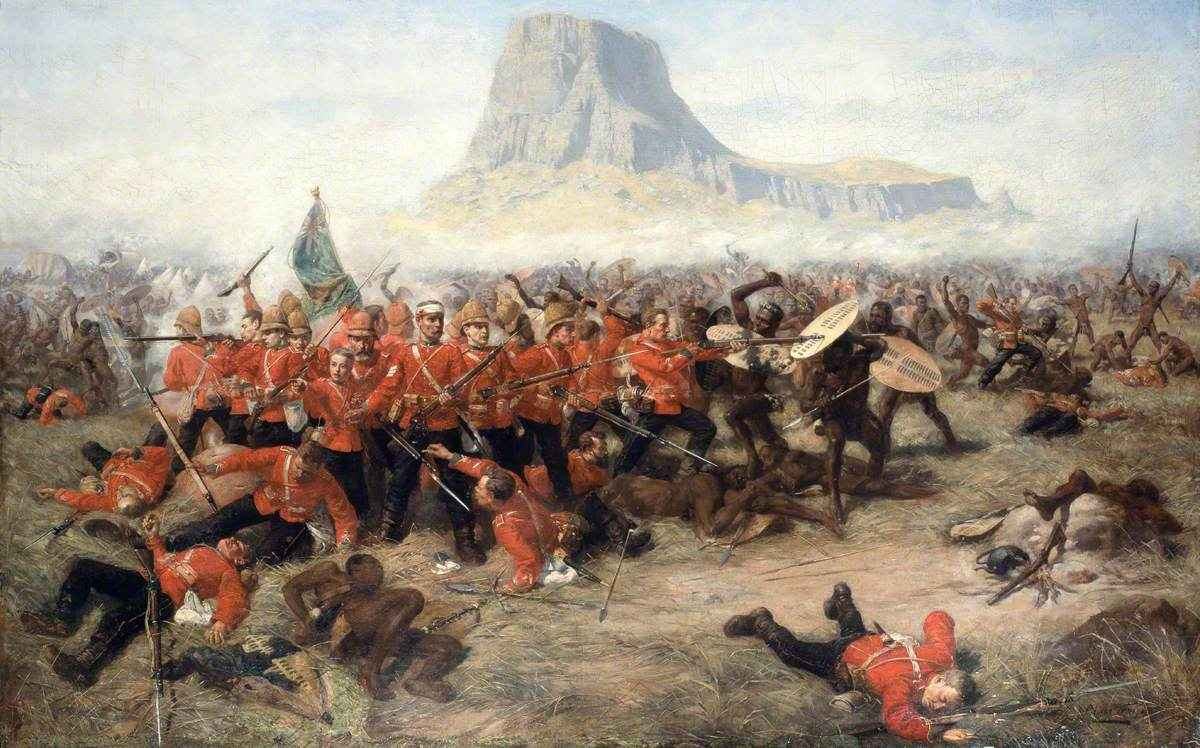
1-й батальон 24-го полка в битве при Изондлване (картина Чарльза Эдвина Фриппа)

В 1875 году полк был направлен в Южную Африку и в 1878 году участвовал в Кафрской войне. В 1879 году оба батальона полка были задействованы в Англо-Зулусской войне.

### Изондлвана
11 января полк перешёл реку Буффало и вступил в Зулуленд. Англичане встали лагерем в Изондлване. 24-й полк составлял основную часть британской армии в этом легаре. Общее командование осуществлял лорд Челмсфорд. 22 января Челмсфорд разделил свои силы. Основная часть ушла на поиски зулусов, а в лагере остался 1-й батальон под командованием подполковника Генри Пуллена, около 1400 человек. В тот же день зулусы атаковали и произошло сражение при Изондлване. Батальон Пуллена атаковали 22 000 зулусов и полностью его уничтожили. Пуллен приказал лейтенантам Кохиллу и Мелвиллу спасти полковые знамёна. Оба офицера погибли, спасая знамёна, сами знамёна впоследствии были найдены в реке ниже по течению. В то время Крест Виктории не присваивался посмертно, поэтому только в 1900 году оба лейтенанта получили его посмертно за храбрость.
В Изондлване полк потерял 540 человек, в том числе батальонного командира Пуллена. Сражению при Изондлване посвящён фильм «Боевой рассвет зулусов» (1979).

### Роркс-Дрифт

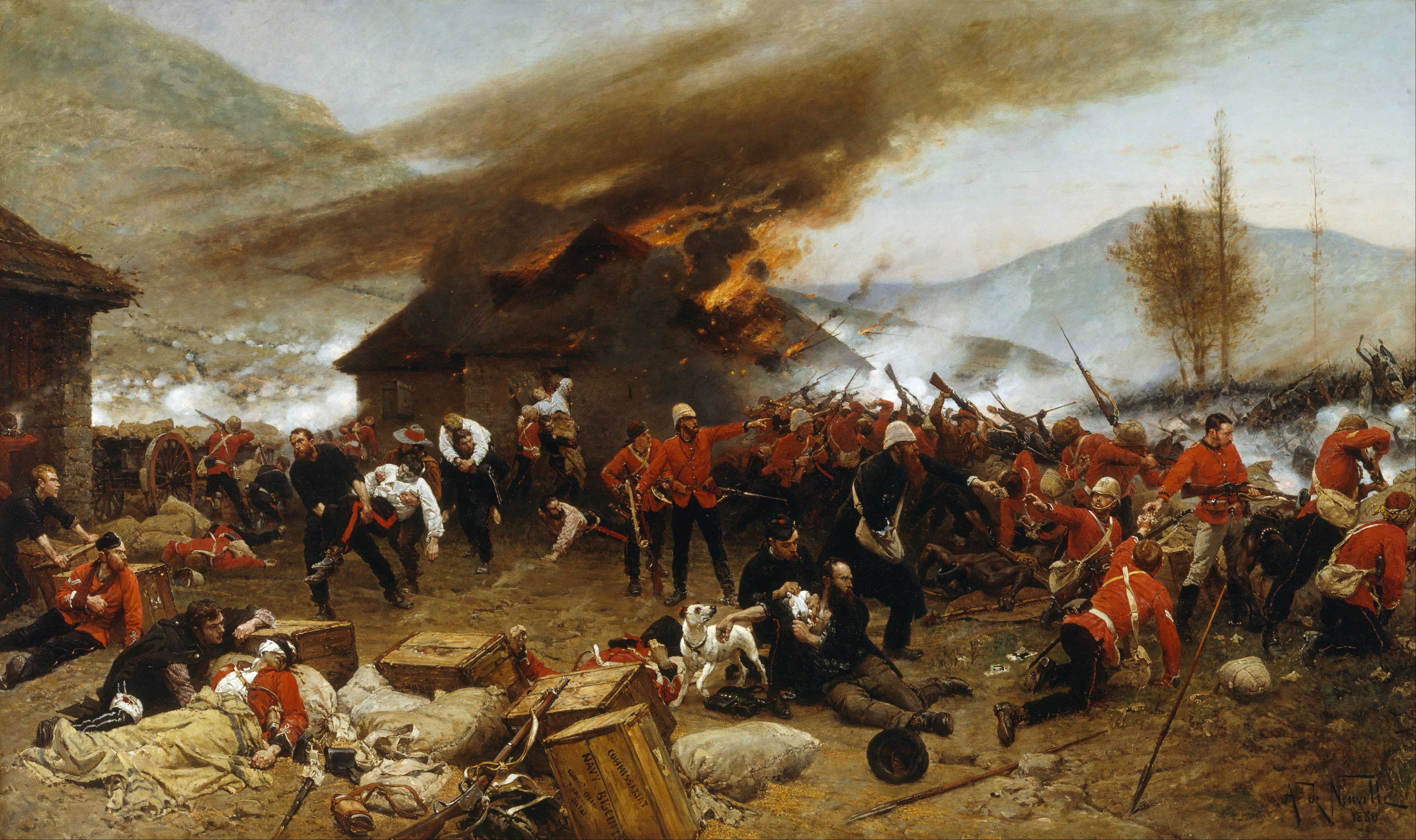
2-й батальон 24-го полка в битве при Роркс-Дрифт

После победы у Изонлдвана около 4000 зулусов направились к небольшой миссии Роркс-Дрифт, где стояла гарнизоном одна рота 2-го батальона 24-го полка под командованием лейтенанта Гонвилля Бромхеда. Там же находился небольшой инженерный отряд лейтенанта Чарда. (Чард был старше Бромхеда по званию и принял командование над войсками в миссии) Узнав о приближении зулусов, британские офицеры решили оборонять миссию и начали строить укрепления. Зулусы появились в 16:30. В тот день они атаковали миссию несколько раз с разных сторон, а также обстреливали её из винтовок с прилегающих высот. Им удалось захватить и поджечь здание госпиталя. Не добившись успеха, зулусы отошли. Вскоре подошла колонна британской армии. В боях у Роркс-Дрифт батальон потерял 15 человек убитыми. 11 человек были награждены крестом Виктории.

## Символика полка
Эмблема полка и кокарда — Большой сфинкс с венком из лавра и бессмертника итальянского. Кокарда полка изготавливалась из серебра. Одно из прозвищ полка — «Тигры» (англ. The Tigers).

## В культуре
Обороне Роркс-Дрифт посвящён фильм 1964 года «Зулусы».